# 林光如
林光如，MH（Kwong Yu Lam，1946年—），出生於广东省梅縣，星光集團創辦人董事長及首席執行官。
在16歲來香港克勤克儉，去做學徒，在吸收經驗下，一手創立星光集團成為上市公司高層。

## 公職
中國人民政治協商會議第十一屆全國委員會委員、香港特別行政區第一屆推選委員會委員、第二屆選舉委員會委員，及2006年選舉委員會委員、中華海外聯誼會理事、香港城市大學商學院協席教授、暨南大學校董會校董、武漢大學客座教授及華南師範大學客座教授、香港廣東社團總會名譽主席。

## 奬項
1986年香港十大傑出青年獎、1988年香港首屆「青年工業家獎」、1990年「香港創業家榮譽獎」、1999年「香港印藝大獎」之「傑出成就大獎」及2002年香港特別行政區政府頒發「榮譽勳章」等。

## 外部連結
- 林光如:白手起家 成就熠熠"星光"大道 中國經濟網[永久]
- 香江漫话：印刷业巨子儒商林光如的“八不印” 中國新聞網 （页面存档备份，存于）
- 登上南極的客家人  林光如先生 客家親[永久]